# Sân bay Iejima
Sân bay Iejima (伊江島空港 Iejima Kūkō) (IATA: IEJ, ICAO: RORE) là một sân bay nằm trên đảo Iejima thuộc Ie, Kunigami, Okinawa, Nhật Bản. Các đường băng là một phần của phức hợp Ie Shima Airfield được xây dựng trong chiến tranh thế giới thứ hai.